# Берент, Вацлав
Вацлав Берент (пол. Wacław Berent; 28 сентября 1873, Варшава — 19 или 22 ноября 1940, там же) — польский писатель, прозаик и переводчик. Один из ведущих представителей реализма и модернистской прозы рубежа XIX и XX в. в литературе Молодой Польши. Член Польской Академии Литературы.

## Биография
По образованию биолог, учился в университетах Цюриха, Мюнхена, Иены. Защитил докторскую диссертацию в области естественных наук, а в 1895 году — работу в области ихтиологии. Владел основными европейскими языками (английским, итальянским, немецким, русским, французским, а также латынью), много путешествовал.
в 1920—1921 годах — главный редактор варшавского литературно-артистического ежемесячника «Nowy Przegląd Literatury i Sztuki»., в 1929 году В. Берент вместе с Я. Парандовским был одним из двух редакторов научно-литературного журнала «Паментник варшавский» (Pamiętnik Warszawski), на страницах которого широко освещались новинки литературы и театра, поэзии, публицистики, истории и науки.
С 1933 года — член Польской Академии Литературы.

## Избранная библиография
- Профессионал (1895)
- Заклятый круг
- Гниль (1901, русск. пер. Гнилушки)
- Озимые (1911)
- Живые камни (1918)
- Течение (1934)
- Диоген в кунтуше (1937)
- Сумерки вождей (1939)
- Подводное течение (1937—1939).

Перевëл на польский язык философский роман Ф. Ницше «Так говорил Заратустра», «Бродяги» К.Гамсуна, Враг народа Ибсена.
Использовал псевдоним Владислав Равич (Władysław Rawicz).